# Bni Yagrine
Bni Yagrine (franska: Bni Yagrine (CR), Bni Yagrine (Commune Rurale), arabiska: عين نزاغ) är en kommun i Marocko.   Den ligger i provinsen Settat och regionen Casablanca-Settat, i den norra delen av landet, 160 km söder om huvudstaden Rabat. Antalet invånare är 11 957.